# Volo Northwest Airlines 2
Il Volo 2 della Northwest Airlines era un aereo Lockheed Super Electra, registrazione NC17388, che si schiantò contro le Montagne Bridger nella Contea di Gallatin, nel Montana, a circa dodici miglia (20 km) a nord-est di Bozeman, il 10 gennaio 1938. Tutti e dieci a bordo furono uccisi nell'incidente, che è stato  il primo incidente mortale di un Lockheed Super Electra e di un aereo della Northwest Airlines.

## L'equipaggio
Il volo 2 è stato pilotato da Nick Mamer, un noto pioniere dell'aviazione nel Nord-ovest Pacifico che aveva volato per oltre un milione di miglia (1,6 milioni di km). Il primo ufficiale (copilota) era Fred West.

## L'incidente
Il volo 2 era in rotta in direzione est da Seattle a Chicago, con fermate intermedie a Spokane, Butte e Billings, Montana. Il volo di lunedì pomeriggio era appena partito da Butte e stava sorvolando Belgrade quando ha deviato verso nord per evitare una tempesta di polvere sul Passo Bozeman. Il primo ufficiale contattò l'operatore radio della Northwest Airlines alle 15:05 MST per avvisare che il volo 2 aveva raggiunto l'altitudine di crociera di 9.000 piedi (2.740 m) alle 14:53. Testimoni a terra hanno riferito che mentre passava sopra la catena montuosa Bridger (che nel punto in cui l'aereo superava un'altitudine di circa 8.500 piedi (2.590 m) sul livello del mare) l'aereo è immediatamente caduto, è andato in stallo, ha planato per un breve periodo , poi si è schiantato al suolo. Il relitto prese fuoco e tutti e dieci a bordo morirono immediatamente. Due passeggeri erano dipendenti della compagnia aerea.
L'edizione del giorno successivo del New York Times riportava la storia in cima alla prima pagina e riportava in parte: "BOZEMAN, Mont., 10 gennaio - Un aereo da trasporto della Northwest Airlines si è schiantato su un picco innevato in alto nel Bridger Montagne quattordici miglia a nord-est di qui nella tarda giornata di oggi, che trasportano verso la morte dieci persone elencate come a bordo. Lo sceriffo Lovitt I. Westlake di Bozeman, che guidava un gruppo di bob sulla scena dell'incidente, ha detto di aver contato nove corpi e che erano carbonizzati in modo irriconoscibile. Gli ufficiali della Northwest Airlines riferirono che a bordo c'erano otto passeggeri e un equipaggio di due persone. La fusoliera dell'aereo era ridotta in una massa d'acciaio contorta. Lo sceriffo Westlake disse che l'aereo sembrava essersi tuffato con il muso nel fianco della montagna in un piccolo due allevatori, mentre tagliavano legna sull'aspro pendio della montagna, hanno detto di aver visto l'aereo prendere fuoco mentre colpiva il suolo".

## Le indagini
Gli investigatori della Civil Aeronautics Authority (CAA), un'organizzazione predecessore sia della Federal Aviation Administration (FAA) che del National Transportation Safety Board (NTSB), hanno stabilito che sull'aereo a doppia coda mancavano sia le pinne verticali che entrambi i timoni. Credevano che l'impennaggio fosse fallito a causa dello sventolio. I bollettini meteorologici delle comunità circostanti e l'esistenza della tempesta di sabbia nel Bozeman Pass hanno portato gli investigatori a ritenere che l'aereo probabilmente abbia incontrato turbolenze da gravi a estreme che potrebbero aver dato inizio allo sventolio.

## Conseguenze
Entro 24 ore dall'incidente, il Dipartimento del Commercio (autorità governativa della CAA) ha ordinato che tutti i Lockheed Super Electras fossero immediatamente messi a terra e che fossero eseguiti test per confermare che i dati ottenuti nei test di vibrazione originali dell'aereo fossero accurati. Si scoprì che la macchina utilizzata dalla Lockheed (e autorizzata dal Dipartimento del Commercio) per misurare i periodi di vibrazione naturale dei componenti dell'aereo aveva dato agli ingegneri Lockheed risultati fuorvianti. Il Dipartimento ordinò che i timoni di tutti i Super Electra fossero modificati in modo da eliminare la possibilità che le fluttuazioni causassero una rottura in volo.
La Northwest era stata la prima compagnia aerea statunitense a prendere in consegna il Super Electra, ma vendette la maggior parte della flotta rimanente di Electra nel 1939 dopo che tre incidenti successivi misero in discussione l'aeronavigabilità e il potenziale commerciale dell'aereo. Un Electra si schiantò in California settentrionale mentre veniva consegnato alla compagnia aerea in Minnesota, e gli altri due nel Montana orientale. Il secondo, si schiantò a Billings dopo che il pilota fece stallare l'aereo al decollo. Il terzo, si schiantò poco dopo il decollo da Miles City dopo che un errore di progettazione e produzione provocò un intenso incendio nella cabina di pilotaggio.
Nel 1939, in memoria delle vittime dell'incidente venne eretta una grande torre dell'orologio in stile Art déco e che si trova al Felts Field di Spokane, Washington. Il comprensorio sciistico di Bridger Bowl si trova appena a sud del luogo dell'incidente. 